# Diradops curvatoria
Diradops curvatoria är en stekelart som först beskrevs av Fabricius 1804.  Diradops curvatoria ingår i släktet Diradops och familjen brokparasitsteklar. Inga underarter finns listade i Catalogue of Life.